# Adolf Schlieper senior
Adolf Schlieper (* 20. Juli 1825 in Elberfeld (heute Stadtteil von Wuppertal); † 13. November 1887 ebenda) war ein deutscher Chemiker und Industrieller.
Schliepers Vater war Textilfabrikant und besaß eine Kattundruckerei. Nach seinem Studium der Chemie an der Universität Berlin und in Gießen, unter anderem bei Justus von Liebig, veröffentlichte Schlieper einige Beiträge in Liebigs Journal. Schlieper absolvierte im Anschluss seinen Militärdienst und kehrte darauf wieder zu seinem Vater zurück, um in dessen Unternehmen einzusteigen. Er ging Ende der 1840er Jahre nach Lowell, Massachusetts, dem damaligen Zentrum der Färbeindustrie in Nordamerika. Mit den Erfahrungen seines Auslandspraktikums kehrte er 1851 nach Elberfeld zurück und übernahm die Firma seines Vaters. Schlieper entwickelte neue Druckverfahren und ließ diese patentieren. Unter seiner Leitung entwickelte sich aus der väterlichen Firma eine der bedeutendsten Stoffdruckereien. Im Jahr 1889 trat sein Sohn Adolf Schlieper junior in die Firma ein.